# Servicio de alojamiento de wikis
Un servicio de alojamiento de wikis, o granja de wikis, es un servidor o una serie de servidores que ofrece a los usuarios herramientas que simplifican la creación y el desarrollo de wikis individuales e independientes. Las granjas de wikis no deben confundirse con las "familias" de wikis, un término más genérico para cualquier grupo de wikis ubicados en el mismo servidor.
Antes de la existencia del servicio de alojamiento de wiki, para operar una wiki se tenía que instalar el software y administrar los servidores por cuenta del creador. Con una granja de wiki, la administración de la granja se encarga de mantener centralmente los servidores y establecer un espacio único en los servidores para el contenido de cada wiki. Todas las funciones de cada wiki se ejecutan a partir del código principal instalado por la granja, este es instalado una única vez en los servidores de la administración de la granja.
Las granjas de wiki comerciales y no comerciales están disponibles para los usuarios y las comunidades en línea. Si bien la mayoría de las granjas de wiki permiten que cualquiera abra su propia wiki, algunas imponen restricciones. Muchas empresas de granjas de wikis generan ingresos mediante la inserción de anuncios, pero a menudo permiten el pago de una tarifa mensual como alternativa a los anuncios.
Muchas de las granjas wiki más notables en la actualidad comenzaron a mediados de la década de los 2000, incluidas Wikipedia (2001), Fandom (2004), PBworks (2005), Wetpaint (2005), Wikidot (2006), Gamepedia (2012) y Miraheze ( 2015) y otras wikis de fanáticos.